# Bitwa pod Tannenbergiem
Bitwa pod Tannenbergiem (w historiografii niemieckiej uznającej bitwę pod Grunwaldem za pierwszą bitwę pod Tannenbergiem, ta jest określana jako druga bitwa pod Tannenbergiem) – bitwa stoczona w ramach operacji wschodniopruskiej w 1914 r. pomiędzy siłami Imperium Rosyjskiego a Cesarstwem Niemieckim, zakończona zwycięstwem Niemiec.

## Przed bitwą
Po bitwie pod Gąbinem (niem. Gumbinnen), zakończonej porażką Niemców, dowódca niemieckiej 8 Armii – gen. Maximilian von Prittwitz und Gaffron uznał sytuację za beznadziejną i 20 sierpnia zarządził odwrót za Wisłę. 22 sierpnia za nieudolność został usunięty ze stanowiska wraz z szefem sztabu generałem Georgiem von Waldersee. Szef niemieckiego Sztabu Generalnego – generał Helmuth von Moltke wyznaczył tego samego dnia nowego dowódcę 8 Armii generała Paula von Hindenburga i szefa sztabu generała Ericha Ludendorffa. 23 sierpnia obaj generałowie przybyli do Malborka (niem. Marienburg).
Z powodu wcześniejszych rozkazów von Prittwitza główne siły 8 Armii oderwały się od wojsk rosyjskiej 1 Armii generała Pawła Rennenkampfa i znajdowały się w odwrocie. Nowy plan działań niemieckich przewidywał zatem uderzenie na rosyjską 2 Armię gen. Aleksandra Samsonowa. Zarys planu został przedstawiony przez zastępcę szefa sztabu 8 Armii płk Maxa Hoffmanna jeszcze przed zdjęciem z dowodzenia von Prittwitza, a szczegółowo opracowany przez gen. Ludendorffa i gen. von Hindenburga. Zakładał on skupienie całości sił 8 Armii. Tymczasem I Korpus 23 sierpnia ładował się jeszcze do pociągów na pięciu różnych stacjach bądź znajdował się już w drodze na południe i, jak oceniano, potrzebował jeszcze dwóch dni na osiągnięcie pełnej gotowości do działań, zaś korpusy gen. Augusta von Mackensena (XVII) i gen. Otto von Belowa (I Rezerwowy) nie rozpoczęły jeszcze załadunku i znajdowały się około 50–65 km od pozycji armii Rennenkampfa, który – jeżeli zdecydowałby się na aktywne działania – mógł podążyć za nimi i zaatakować je od tyłu.
Znajdująca się na wschodzie armia gen. Rennenkampfa jednak nadal pozostawała na miejscu i nie atakowała wycofujących się po porażce Niemców, natomiast nacierająca od południa rosyjska 2 Armia gen. Samsonowa w dniu 22 sierpnia, po starciu z XX Korpusem generała Friedricha von Scholtza osłaniającym granicę od południa, zajęła położone około 15 km od granicy Działdowo (niem.  Soldau ) i Nidzicę (niem.  Neidenburg ). Dokonał tego XV Korpus dowodzony przez generała Martosa.

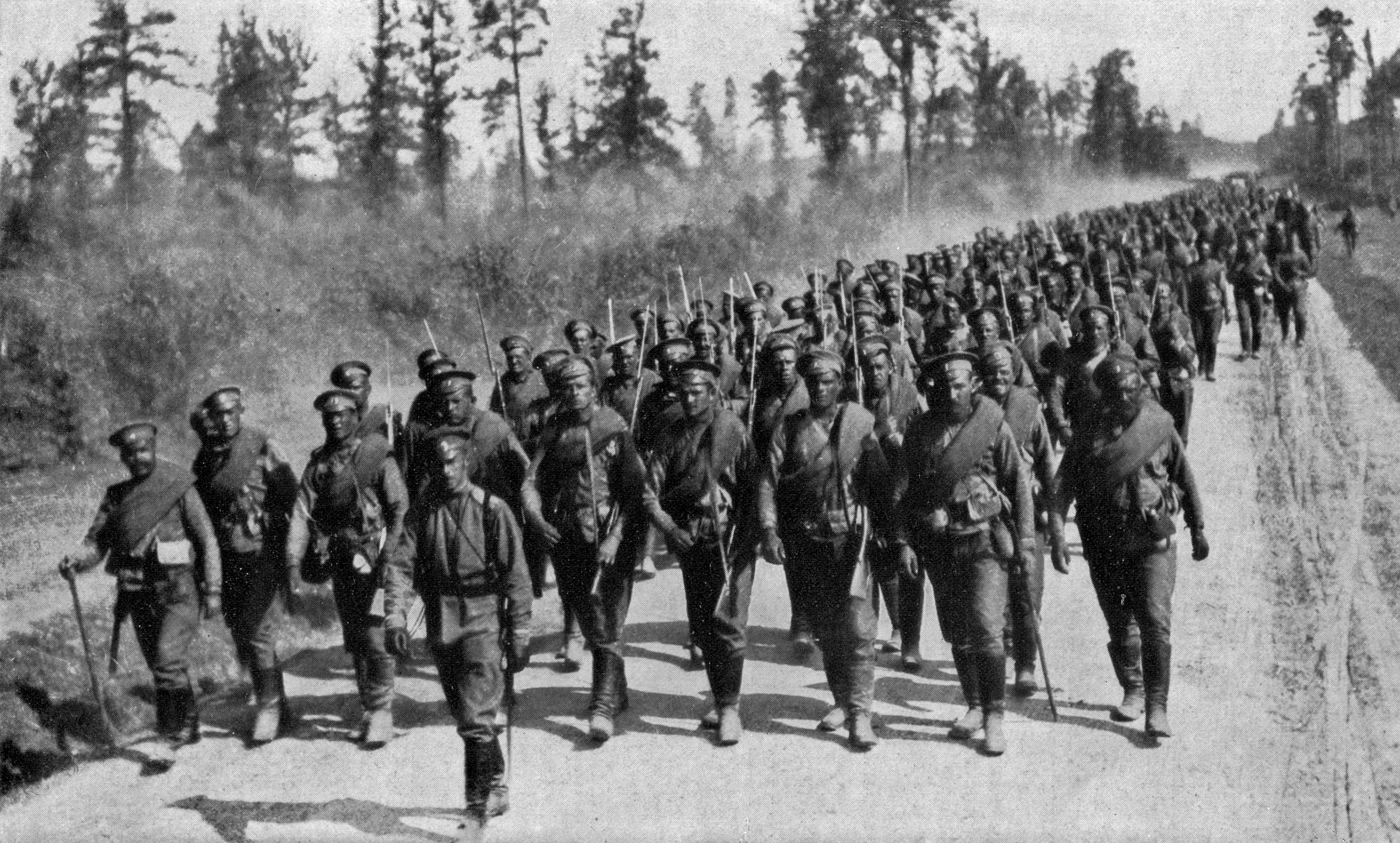
Oddziały rosyjskie w trakcie przemarszu

Oddziały rosyjskie były już wtedy mocno zmęczone intensywnymi przemarszami, trwającymi 10-12 godzin dziennie bez postojów. Samsonow był nieustannie monitowany przez dowódcę Frontu Północno-Zachodniego gen. Jakowa Żylińskiego, który nakazywał mu pośpiech. Jednak wyczerpanie wojsk, brak paszy dla koni i chleba dla wojska uniemożliwiały przyspieszenie marszu. Bolesław Zawadzki z Wojskowego Biura Historycznego ocenia, iż około 25% sił 2 Armii zostało zużyte jeszcze przed rozpoczęciem działań bojowych.
23 sierpnia, a więc w dniu, w którym gen. Hindenburg i gen. Ludendorff przybyli do Malborka, 2 Armia weszła w pas natarcia w kierunku na Olsztyn (niem. Allenstein ). Doszło do tego na skutek mylnych informacji o sytuacji na froncie. Gen. Samsonow będąc przekonany o porażce wojsk niemieckich i aktywnych działaniach armii gen. Rennenkampfa przesunął bowiem o około 30 km na zachód kierunek uderzenia, chcąc definitywnie przeciąć 8 Armii drogę odwrotu za Wisłę. Luka między 1 i 2 Armią powiększyła się do 110 km, a tym samym trzeba było więcej czasu na ich połączenie się. Jedynym łącznikiem między rosyjskimi armiami był II Korpus generał S. Scheidemana, początkowo przydzielony 1 Armii, następnie 2 Armii, a po bitwie pod Gąbinem znowu 1 Armii. Korpus ten zajmował pozycje w okolicach Pisza (niem. Johannisburg).
Mylne informacje od dowódcy Frontu spowodowały, że dowódca 2 Armii przekonany był, że nie podąża do walnej bitwy ze zorganizowanym przeciwnikiem, a jego zadaniem jest tylko uniemożliwienie odwrotu pokonanym już, zdezorganizowanym i zdemoralizowanym wojskom. To właśnie legło u podstaw jego decyzji o przesunięciu frontu bardziej na zachód. Oprócz bezczynności armii gen. Rennenkampfa, była to jedna z najtragiczniejszych decyzji rosyjskich w tej kampanii.

## Początek bitwy
23 sierpnia w okolicach wsi Orłowo (niem. Orlau) i Frąknowo (niem. Frankenau) doszło do starcia między rosyjskim XV i niemieckim XX Korpusem, w którym obie strony poniosły znaczne straty. Po wycofaniu się sił niemieckich XX Korpus generała von Scholtza stanął na noc w oddalonej o 15 km od pola bitwy wsi Stębark (niem. Tannenberg). Tam też 24 sierpnia przybyli generałowie Hindenburg i Ludendorff.

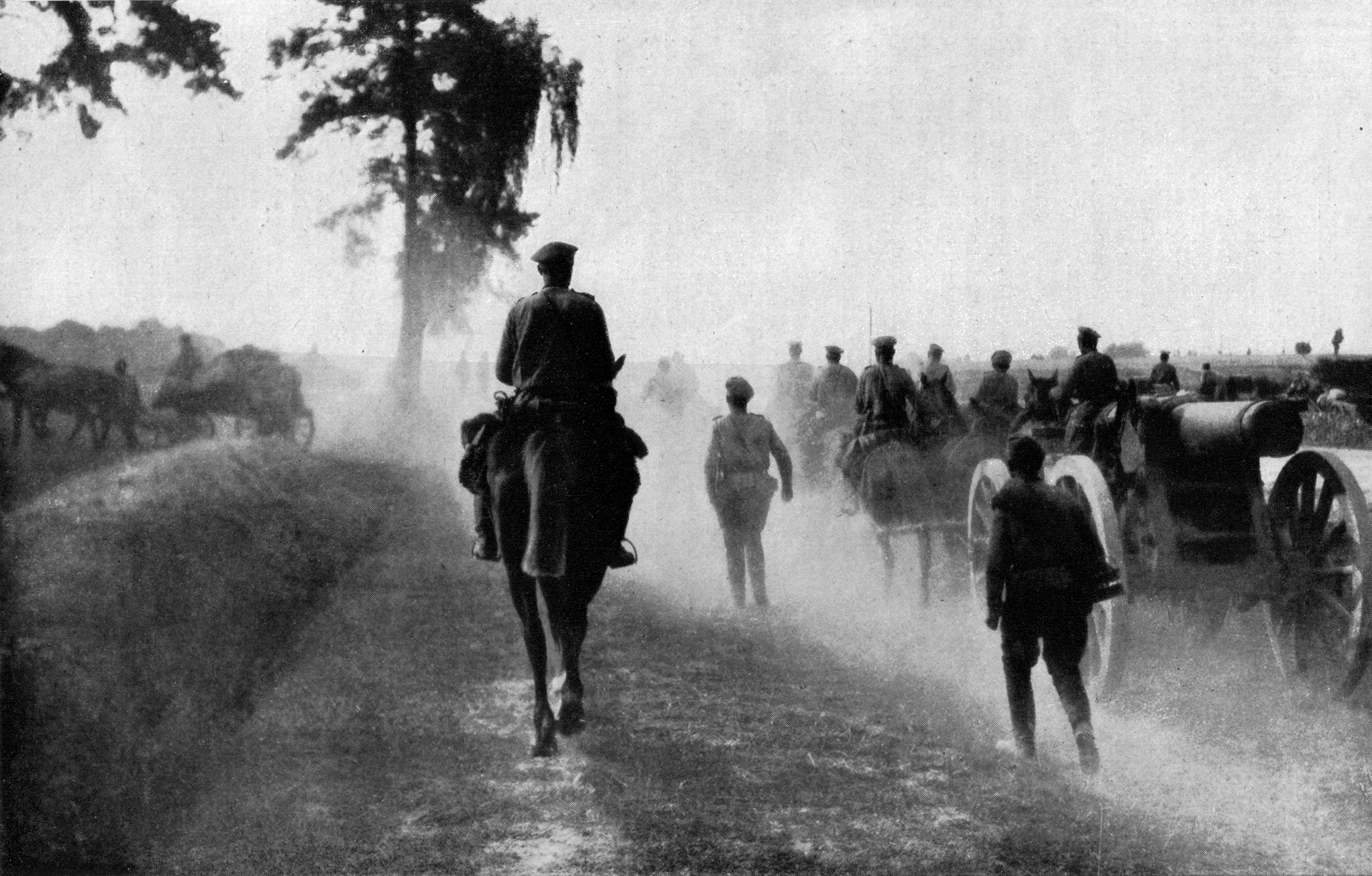
Rosyjska artyleria w czasie przemarszu

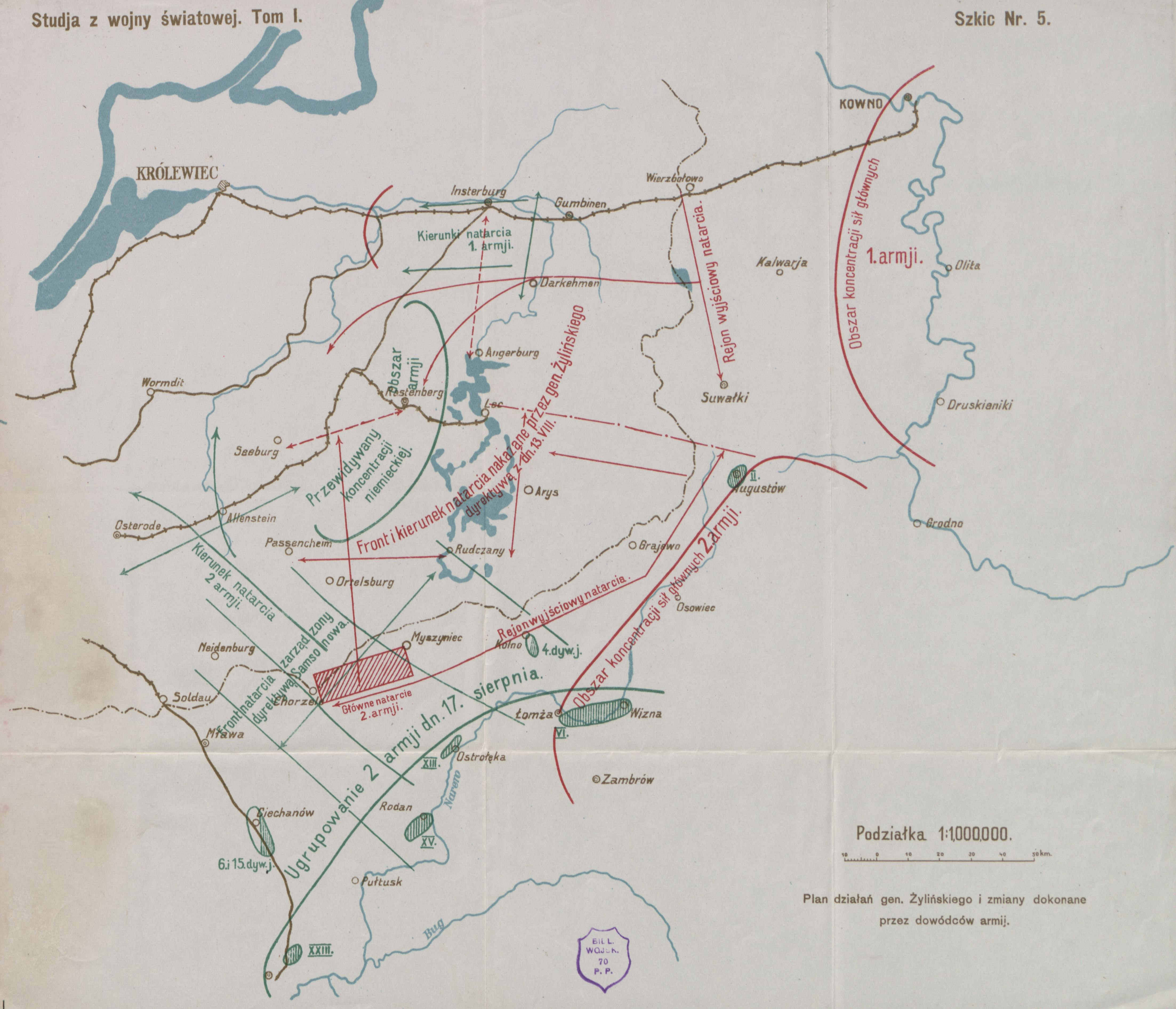
Plan działań gen. Żylińskiego i zmiany dokonane przez dowódców armii w 1914 r. (miejsce przechowywania: Archiwum Państwowe w Poznaniu).

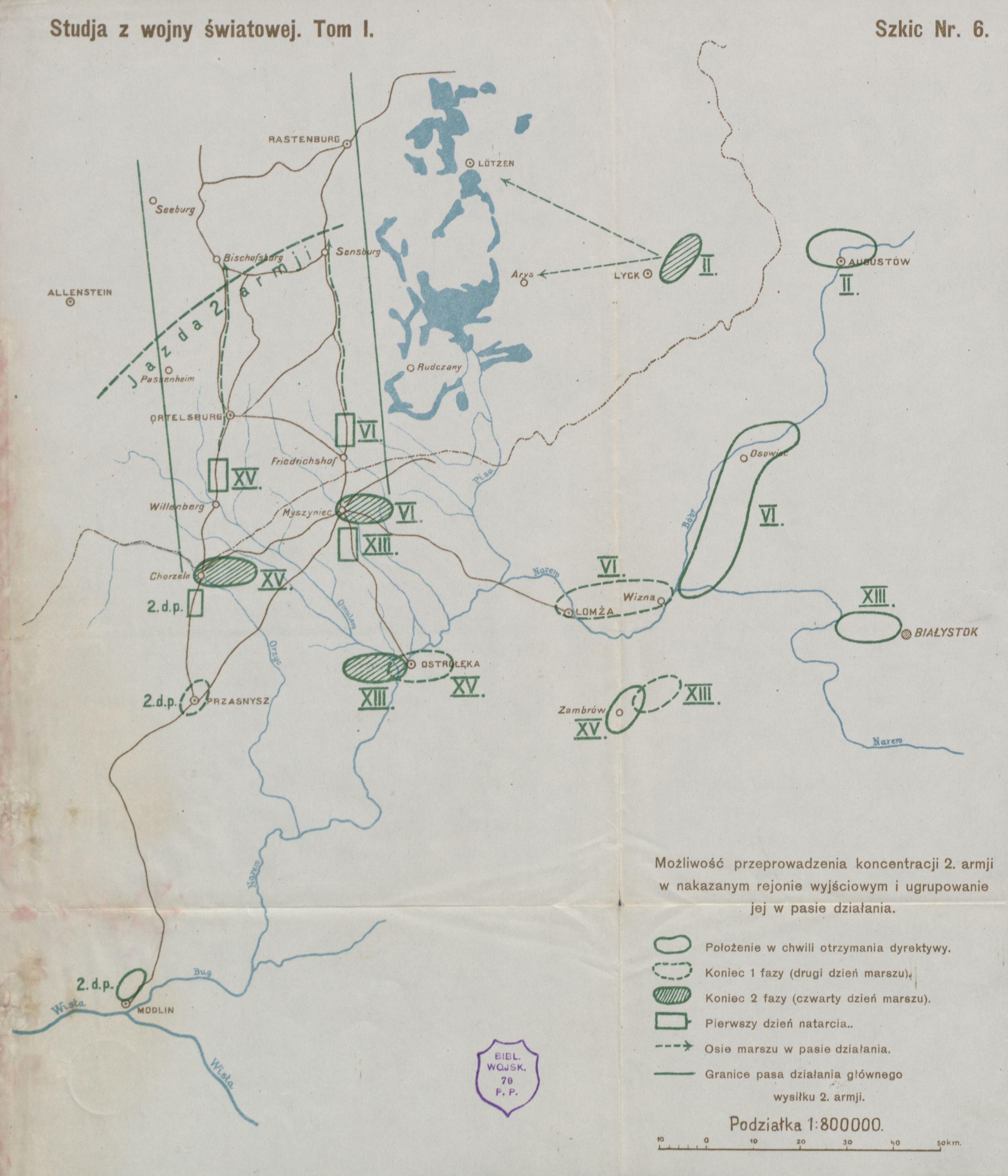
Możliwość przeprowadzenia koncentracji drugiej armii w nakazanym rejonie wyjściowym i ugrupowanie jej w pasie działania 1914 r. (miejsce przechowywania: Archiwum Państwowe w Poznaniu).

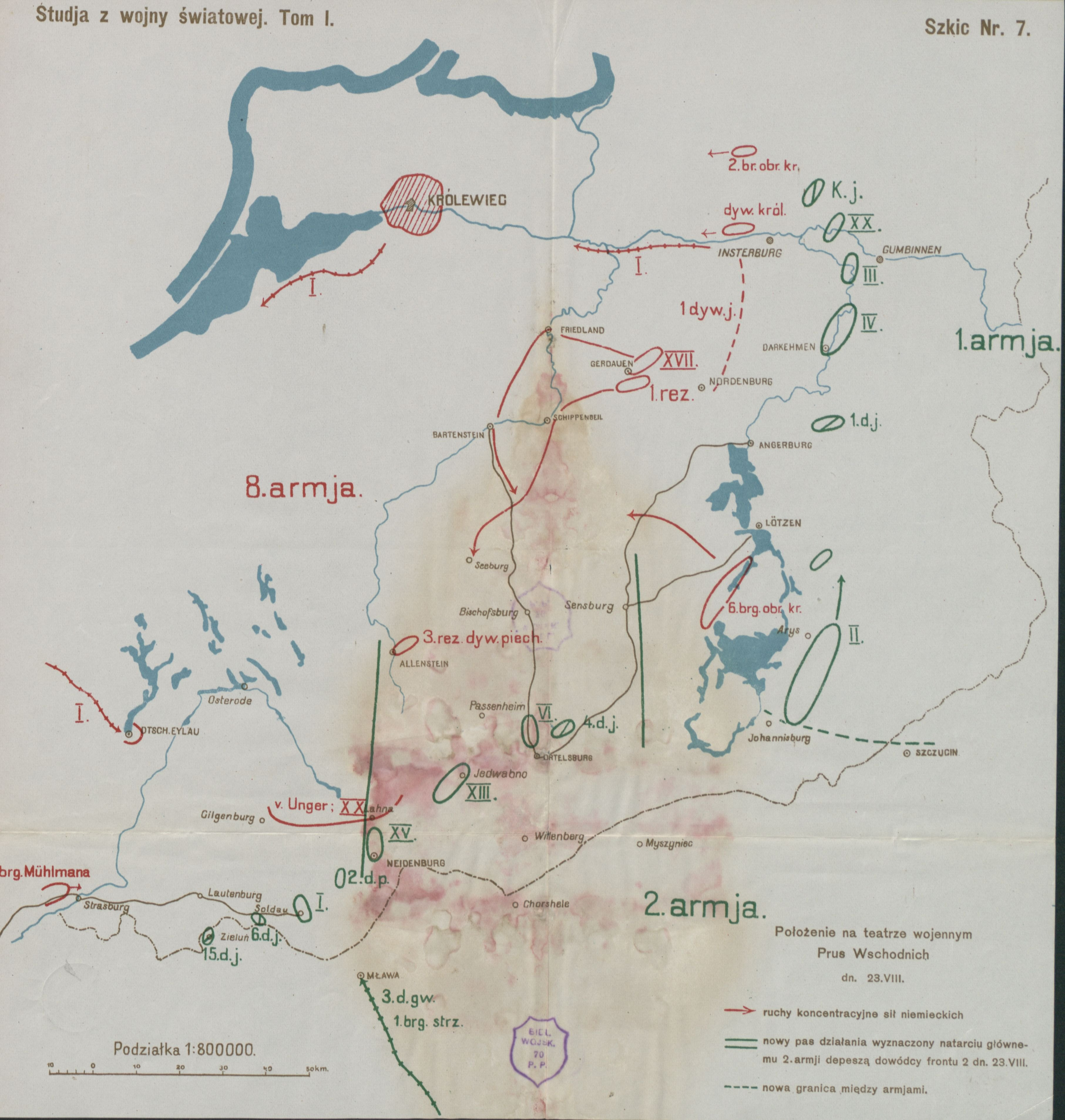
Położenie armii 23 sierpnia 1914 r. (miejsce przechowywania: Archiwum Państwowe w Poznaniu).

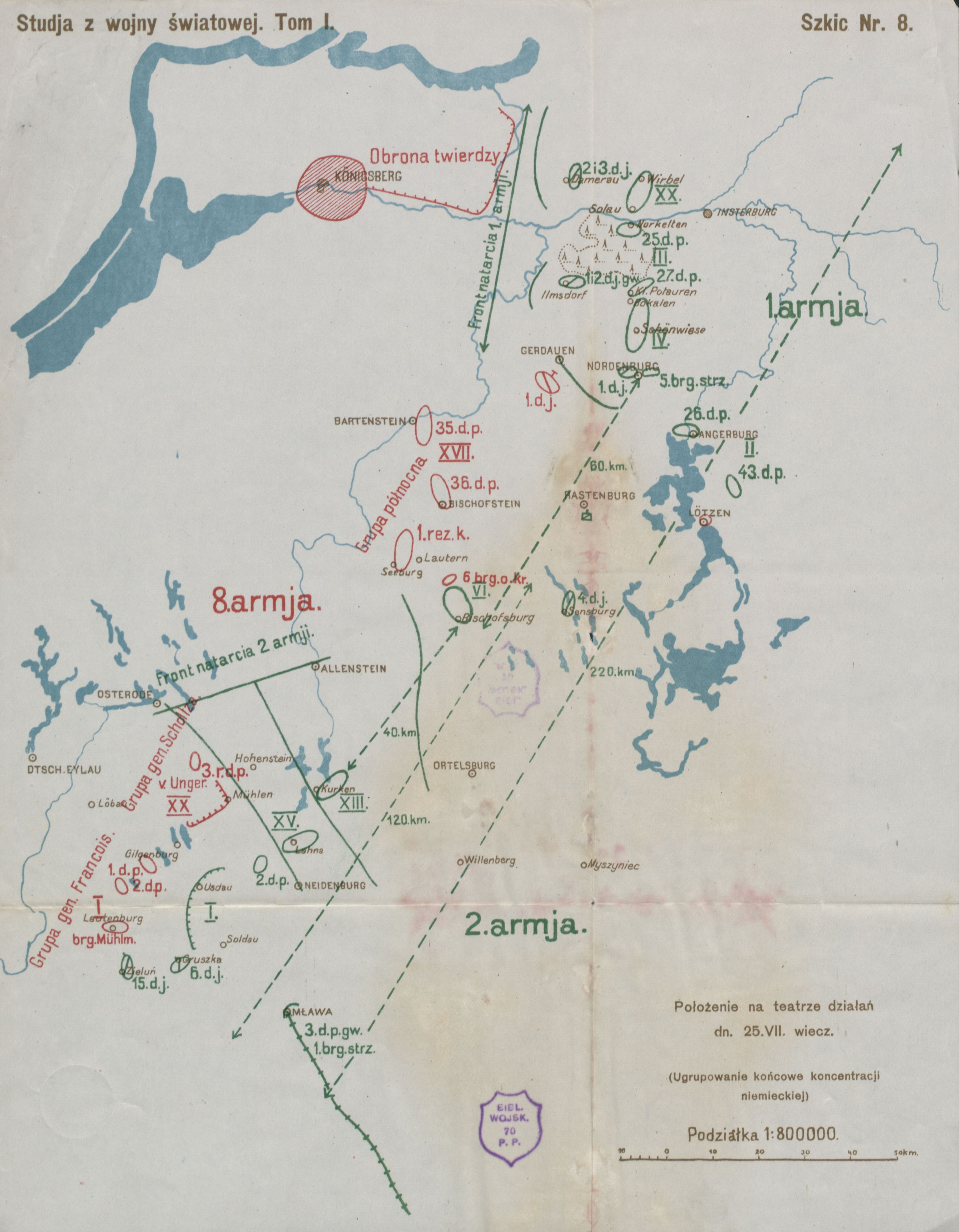
Położenie armii 25 sierpnia 1914 r. (miejsce przechowywania: Archiwum Państwowe w Poznaniu).

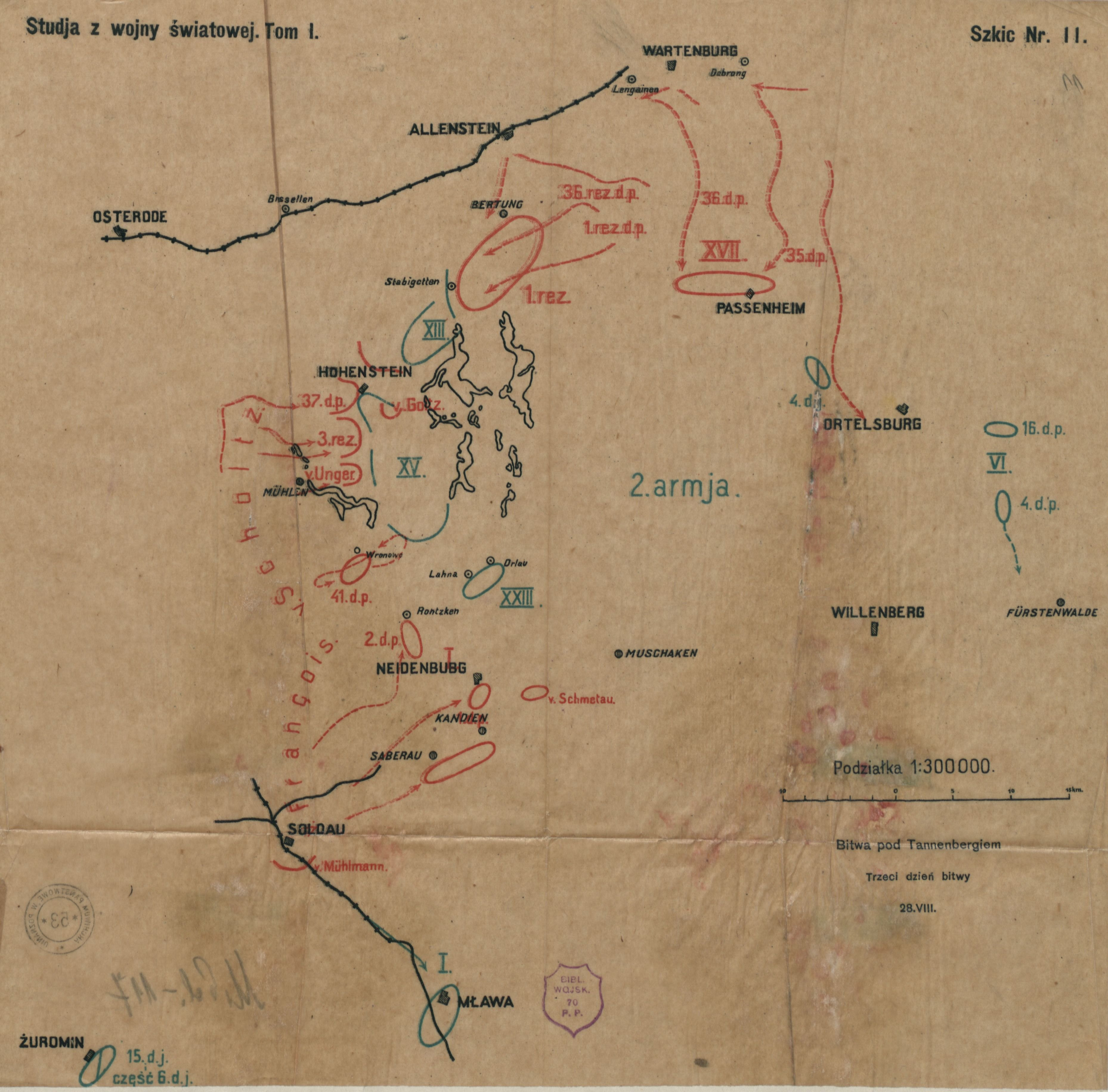
Położenie armii 28 sierpnia 1914 r. (miejsce przechowywania: Archiwum Państwowe w Poznaniu).

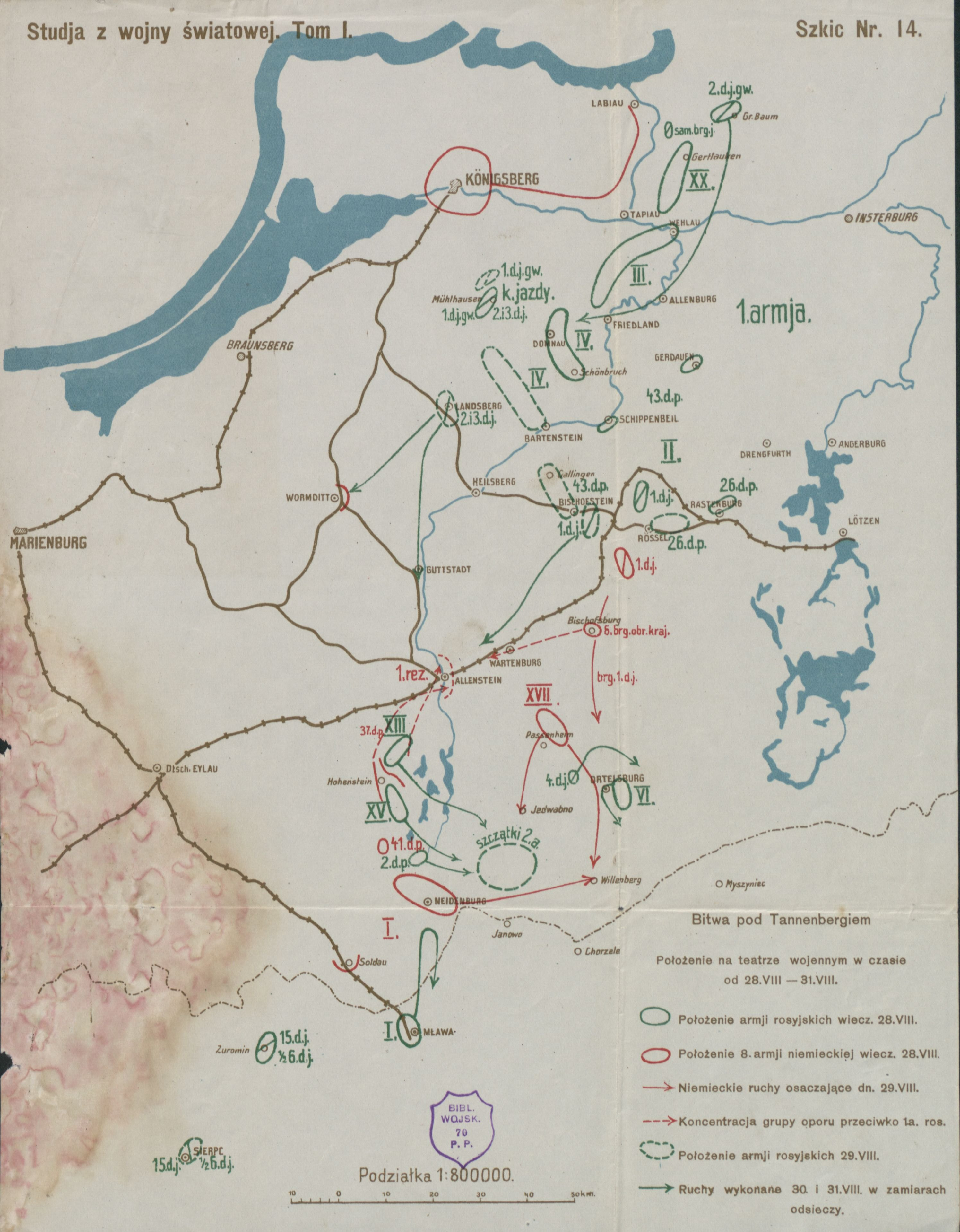
Położenie armii w czasie od 28 sierpnia do 31 sierpnia 1914 r. (miejsce przechowywania: Archiwum Państwowe w Poznaniu).

Do 24 sierpnia nowe dowództwo 8 Armii nie mogło zdecydować się jeszcze na ściągnięcie korpusów von Mackensena (XVII) i von Belowa (I Rezerwowy) z frontu północnego. Jednakże 24 sierpnia przy poległym oficerze rosyjskim odnaleziono rozkaz operacyjny gen. Samsonowa. Po ujawnieniu zamiarów rosyjskich zdecydowano się więc na szybkie przerzucenie tych dwóch korpusów na południe i skierowanie ich przeciwko prawemu skrzydłu armii gen. Samsonowa, tym bardziej że armia gen. Rennenkampfa w ciągu trzech dni przesunęła się zaledwie o 30 km, przekraczając Węgorapę (niem. Forsthaus Angerapp), ale główne swoje wysiłki skoncentrowała na kierunku na Królewiec (niem. Königsberg).
Obawiając się jednak w dalszym ciągu działań 1 Armii, gen. Ludendorff nakazał dowódcy I Korpusu generałowi Hermannowi von François rozpoczęcie działań 25 sierpnia o 5.00 w kierunku na Uzdowo (niem. Usdau) przeciwko lewemu skrzydłu armii gen. Samsonowa, mimo że korpus ten nie zakończył jeszcze wyładunku artylerii. Także 24 sierpnia przejęto kolejne rosyjskie depesze (nie były szyfrowane), z których dowiedziano się, że armia gen. Rennenkampfa w dniu następnym nie zamierza rozpocząć forsownych marszów w celu połączenia się z armią gen. Samsonowa. Tyły niemieckie były więc niezagrożone. Druga depesza zawierała z kolei rozkaz gen. Samsonowa, który przekonany, że przerwanie walki przez XX Korpus 23 sierpnia stanowi początek generalnego odwrotu, nakazywał pościg za pokonanym, jego zdaniem, nieprzyjacielem.
Planowane na 26 sierpnia działania przeciwko 2 Armii wydawały się zatem być zupełnie niezagrożone. Nie zmieniono jednak rozkazów dla dowódcy I Korpusu, zajmującego niemieckie prawe skrzydło, który już 25 sierpnia miał rozpocząć działania przeciwko Rosjanom. W dniu następnym do walki miały wejść korpusy niemieckiego lewego skrzydła, tj. XVII i I Rezerwowy, mające uderzyć na kraniec prawego skrzydła armii gen. Samsonowa w rejonie Biskupca (niem. Bischofsburg). W centrum niemieckim pozostawał XX Korpus, wzmocniony przez dywizję Landwehry i 3 rezerwową Dywizję Piechoty.
Siły rosyjskie uszykowano następująco: korpusy generałów Martosa i Klujewa (XV i XIII), wzmocnione przez 2 Dywizję Piechoty z XXIII Korpusu gen. Kondratowicza znajdowały się w centrum i miały 26 sierpnia rozpocząć ofensywę na linii Olsztyn-Ostróda (niem. Osterode). Na lewym skrzydle znajdował się I Korpus generała Leonida Artamonowa, wspierany przez kolejną dywizję z XXIII Korpusu (3 Dywizję Piechoty Gwardii). Na prawym skrzydle, w odległości 80 km, znajdował się VI Korpus gen. Błagowieszczenskiego. Dowódca 2 Armii przebywał aż do 26 sierpnia w Ostrołęce, daleko od głównych sił.
Rankiem 25 sierpnia dowództwo 8 Armii zostało zaalarmowane meldunkiem lotnika, który stwierdził przesuwanie się armii gen. Rennekampfa w stronę ugrupowania niemieckiego. Załamanie nerwowe przeżył wówczas gen. Ludendorff, który podobno zaczął zastanawiać się, czy nie zrezygnować z ofensywy przeciwko armii gen. Samsonowa, a głównych sił nie skierować ponownie przeciwko 1 Armii. Zwyciężył jednak spokój Hindenburga, który postanowił zostawić przeciwko armii gen. Rennenkampfa jedynie osłonę.
Drugi moment niepewności nastąpił wtedy, gdy okazało się, że dowódca I Korpusu, gen. Hermann von François nie wykonał rozkazu i nie zaatakował Uzdowa. Gen. von François wciąż czekał na artylerię i przez cały dzień (25 sierpnia) udało mu się uniknąć kontaktu z dowództwem armii. Walkę rozpoczął dopiero 26 sierpnia. Także 25 sierpnia płk Tappen, szef operacji w niemieckim Naczelnym Dowództwie, zawiadomił telefonicznie gen. Ludendorffa o przekazaniu do jego dyspozycji trzech korpusów i dywizji kawalerii z frontu zachodniego. Zdumiony gen. Ludendorff odpowiedział, że posiłki nie są mu potrzebne, poza tym bitwa już się rozpoczyna i nowe siły nie zdążą wejść do walki. Ostatecznie na front wschodni wysłano jedynie dwa korpusy (XI i Rezerwowy Gwardii) i 8 Dywizję Kawalerii. Korpusy te brały udział w walkach pod Namur, a po upadku twierdz belgijskich uznano, że zwycięstwo na froncie zachodnim jest przesądzone i część wojsk może być wysłana na wschód.
Nie bez wpływu na decyzję szefa niemieckiego Sztabu Generalnego pozostały także naciski przewodniczącego wschodniopruskiego Bundesratu, który błagał o pomoc dla prowincji. Sam gen. von Moltke pisał jeszcze przed wojną, że Cały sukces na froncie zachodnim będzie daremny, jeżeli Rosjanie wejdą do Berlina. Decyzja o przekazaniu dwóch korpusów na front wschodni miała ogromne znaczenie. Zgodnie z przewidywaniami gen. Ludendorffa nie zdążyły wziąć udziału w bitwie tannenberskiej, zabrakło ich natomiast na zachodzie w momencie decydującym, tj. podczas I bitwy nad Marną.
Najważniejsze decyzje po obu stronach zostały zatem podjęte. Rozpoczynał się decydujący etap kampanii. Jak wspomniano wcześniej, gen. von François, dowódca I Korpusu, świadomie nie wykonał rozkazu gen. Ludendorffa nakazującego mu podjęcie działań w kierunku na Uzdowo już 25 sierpnia.
Von François był swoistym enfant terrible 8 Armii. W warunkach pruskiej dyscypliny panującej w armii cesarskiej, już trzecie z rzędu ignorowanie rozkazów przełożonego było sprawą co najmniej dziwną. Po raz pierwszy zlekceważył rozkazy doprowadzając do zwycięskiej potyczki pod Stołupianami (niem. Stallupönen), po raz drugi w bitwie gąbińskiej, kiedy to wysunął się ze swym korpusem przed umocnioną linię Węgorapy, zmuszając niejako gen. Prittwitza do przyjęcia bitwy. W obu przypadkach nieposłuszeństwo gen. von François nie dość, że nie okazało się zgubne dla przebiegu operacji, ale mogło mieć decydujący i pomyślny skutek dla Niemców (chodzi tu o bitwę pod Gąbinem), gdyby nie kunktatorska i wręcz tchórzliwa postawa dowódcy 8 Armii. Także w momencie rozpoczęcia decydujących działań przeciwko armii gen. Samsonowa von François zdecydował się na nieposłuszeństwo, mając zresztą po temu odpowiednie motywy – koncentracja jego korpusu nie została zakończona, a przede wszystkim z eszelonów nie wyładowała się jeszcze artyleria. Zwlekając przez cały dzień (25 sierpnia), następnego dnia, naciskany przez gen. Ludendorffa, o 7.00 przystąpił do natarcia na Uzdowo. Jego korpus napotkał jednak na zdecydowany opór Rosjan, dysponujących przewagą artyleryjską, artyleria niemiecka nadal bowiem nie była w pełni gotowa do działań. Wśród zaciętych walk wojska niemieckie bardzo powoli posuwały się naprzód.
Jednak 26 sierpnia decydujące wypadki miały miejsce na północnym skrzydle, gdzie o świcie rosyjski VI Korpus gen. Błagowieszczenskiego został zaatakowany przez XVII Korpus gen. Augusta von Mackensena. Korpus rosyjski nie walczył w pełnym składzie, 16 Dywizja Piechoty bowiem została kilka godzin wcześniej wysłana w kierunku Olsztyna. W tej sytuacji uderzenie niemieckie spadło na 4 Dywizję Piechoty. Wezwano na pomoc 16 Dywizję Piechoty, ta jednak była oddalona już o 12 km, a wracając na pole bitwy, natrafiła na wspomagający działania korpusu gen. von Mackensena I Korpus Rezerwowy gen. Otto von Belowa. Do wieczora 4 Dywizja Piechoty została rozbita przez XVII Korpus, tracąc 73 oficerów, 5283 żołnierzy, 16 dział i 18 karabinów maszynowych.
W nocy z 26 na 27 sierpnia rosyjski VI Korpus znajdował się w odwrocie [...] i zanim nadszedł ranek [...] stanowił już tylko zdezorganizowaną miazgę cofającą się bez przerwy. Tym samym prawe skrzydło armii gen. Samsonowa zostało zniszczone. Najgorsze było jednak to, że o klęsce i wycofywaniu się korpusu, jego dowódca gen. Błagowieszczenski nie zawiadomił sąsiednich wojsk, tj. XIII i II Korpusu.
W centrum ugrupowania przeciwnika, zgodnie z wcześniejszymi rozkazami, przystąpiły do ofensywy rosyjskie korpusy generałów Martosa i Klujewa (XV i XIII), posuwając się w kierunku Olsztyna i Olsztynka (niem. Hohenstein). 27 sierpnia, drugiego dnia bitwy, zdecydowane działania rozpoczął korpus gen. von François, który doczekał się wreszcie ciężkiej artylerii. O 4.00 nastąpiło potężne przygotowanie artyleryjskie, a około 11.00 Niemcy zdobyli Uzdowo. W wyniku ataku oddziałów gen. von François I Korpus rosyjski wycofał się w kierunku na Działdowo. Za podjęcie takiej decyzji gen. Samsonow zdjął ze stanowiska dowódcę Korpusu gen. Artamonowa, mianując w jego miejsce gen. Leonida-Otto Sireliusa.
W centrum frontu doszło do dużego zamieszania, kiedy wspomagająca XV Korpus dywizja z XXIII Korpusu (2 Dywizja Piechoty) została odrzucona przez Niemców, odsłaniając skrzydło korpusu gen. Martosa. W tym czasie rosyjski XIII Korpus kontynuował natarcie na Olsztyn, zajął go nawet, lecz na wieść o niepowodzeniach XV Korpusu opuścił miasto, dowódca korpusu bowiem, nic nie wiedząc o klęsce VI Korpusu, sądził, że maszeruje on w jego kierunku. Także i na tym kierunku powstała luka.
Na północnym skrzydle zajmowanym przez VI Korpus rosyjski, pobity poprzedniego dnia, dwa korpusy niemieckie (XVII i I Rezerwowy) ścigały zdezorganizowanego przeciwnika w kierunku na Szczytno (niem. Ortelsburg), zupełnie odsłaniając flankę 2 Armii. Komentując działania tego korpusu 27 sierpnia, postawę jego dowódcy – gen. Błagowieszczenskiego, tak scharakteryzował B. Zawadzki: Brak woli, inicjatywy, oceny położenia i poczucia odpowiedzialności za otrzymane zadanie, cechujące bez wyjątku wszystkich wyższych dowódców rosyjskich biorących udział w tej operacji, stanowił jedną z głównych przyczyn tak rzadkiej w dziejach wojen zupełnej klęski 2 Armii.
Pod koniec dnia jasne stało się, że Rosjanie mają przed sobą silnego przeciwnika przygotowanego do zdecydowanych, ofensywnych działań, a nie jak sądził dowódca 2 Armii – pobite przez armię gen. Rennekampfa resztki oddziałów usiłujące przedrzeć się za Wisłę. Samsonow nie wiedział także o ucieczce VI Korpusu i o tym, że I Korpus odchodzi coraz dalej na południe. Jego armia została pozbawiona skrzydeł i zagrażało jej okrążenie, jednak na następny dzień nakazał kontynuowanie natarcia XIII i XV Korpusowi. Natomiast dowództwo niemieckiej 8 Armii nakazało na ten dzień okrążenie XV i XIII Korpusu przez siły XX, XVII i I Rezerwowego Korpusu.

## Rozstrzygnięcie
28 sierpnia rozstrzygnęły się losy bitwy. W centrum frontu, po początkowo korzystnych dla Rosjan starciach w okolicach Frąknowa (XXIII Korpus rosyjski pobił tam niemiecką 41 Dywizję Piechoty z XX Korpusu, biorąc ponad 1000 jeńców i kilka dział), późnym popołudniem rozpoczął się odwrót XXIII Korpusu w kierunku na Nidzicę i Muszaki. Na tyły kolejnego rosyjskiego korpusu (XV) od strony Waplewa zaczęły wychodzić jednostki XX Korpusu niemieckiego. Po południu gen. Martos zarządził odwrót. XIII Korpus opuścił Olsztyn i maszerował na Olsztynek na pomoc XV Korpusowi, jednak jego działania były tak rachityczne, że mimo zdecydowanej przewagi nad zagradzającymi mu drogę wojskami niemieckimi (dywizja gen. Goltza), do późnej nocy nie zdołał wywalczyć swobodnego przejścia. O północy nadszedł rozkaz dowódcy 2 Armii nakazujący odwrót.
Skrzydła armii rosyjskiej już nie istniały. I Korpus wycofywał się nadal w kierunku Mławy, a żołnierze rosyjscy byli tak wyczerpani i zdemoralizowani, że nie zareagowali na marsz niemieckich kolumn na wschód, w celu przecięcia dróg odwrotu pozostałym siłom 2 Armii. Na prawym skrzydle, dowódca VI Korpusu gen. Błagowieszczenski nie wykonał rozkazu gen. Samsonowa, nakazującemu obronę w rejonie Szczytna: Całe to zachowanie się dowódcy VI Korpusu, kwalifikujące się właściwie pod sąd wojenny, jest na równi z działalnością dowódcy I Korpusu jaskrawym dokumentem wartości moralnej generalicji rosyjskiej.
Sytuacja 2 Armii była tragiczna. Wobec otwartych dróg na tyły głównych sił rosyjskich jedynym wyjściem było nakazanie pospiesznego odwrotu. Jednak gen. Samsonow, który 28 sierpnia opuścił swoje stanowisko dowodzenia w Nidzicy i udał się do dowódcy XV Korpusu, stracił możność porozumiewania się z pozostałymi jednostkami. Decyzję o odwrocie wydał dopiero wieczorem. Było już jednak za późno. Dwa korpusy rosyjskie, które wysunęły się najbardziej do przodu, a więc XIII i XV zostały otoczone. 29 sierpnia do niewoli dostał się gen. Martos, dowódca XV Korpusu, a resztki jego wojsk zostały wybite lub poddały się na północ od Nidzicy. Z XV Korpusu ocalał tylko jeden oficer, któremu udało się powrócić do Rosji. Podobny los spotkał XIII Korpus, którego dowódca, gen. Klujew, dostał się w ręce Niemców, żołnierze zaś do 30 sierpnia zostali zabici lub wzięci do niewoli w rejonie na wschód od Nidzicy.
Zawiodły próby odsieczy organizowane przez I Korpus, który z niewielkimi stratami w ciągu poprzednich dni wycofał się na Mławę, a 30 sierpnia uderzył w kierunku Nidzicy, zdobywając ją przejściowo. Jednak gen. von François szybko zorganizował przeciwnatarcie, które 31 sierpnia odrzuciło Rosjan, ponownie zajęło Nidzicę i zadało im znaczne straty.
29 sierpnia gen. Rennekampf wreszcie skierował własne siły na pomoc 2 Armii – II i IV Korpus w kierunku na Kętrzyn i Reszel, jednak już 30 sierpnia wycofały się one na pozycje wyjściowe.

## Po bitwie
Spóźnione i nieskuteczne próby odsieczy nie dotyczyły już gen. Samsonowa, który popełnił samobójstwo w nocy z 29 na 30 sierpnia w lasach pod Wielbarkiem, zaledwie 10 km od granicy.

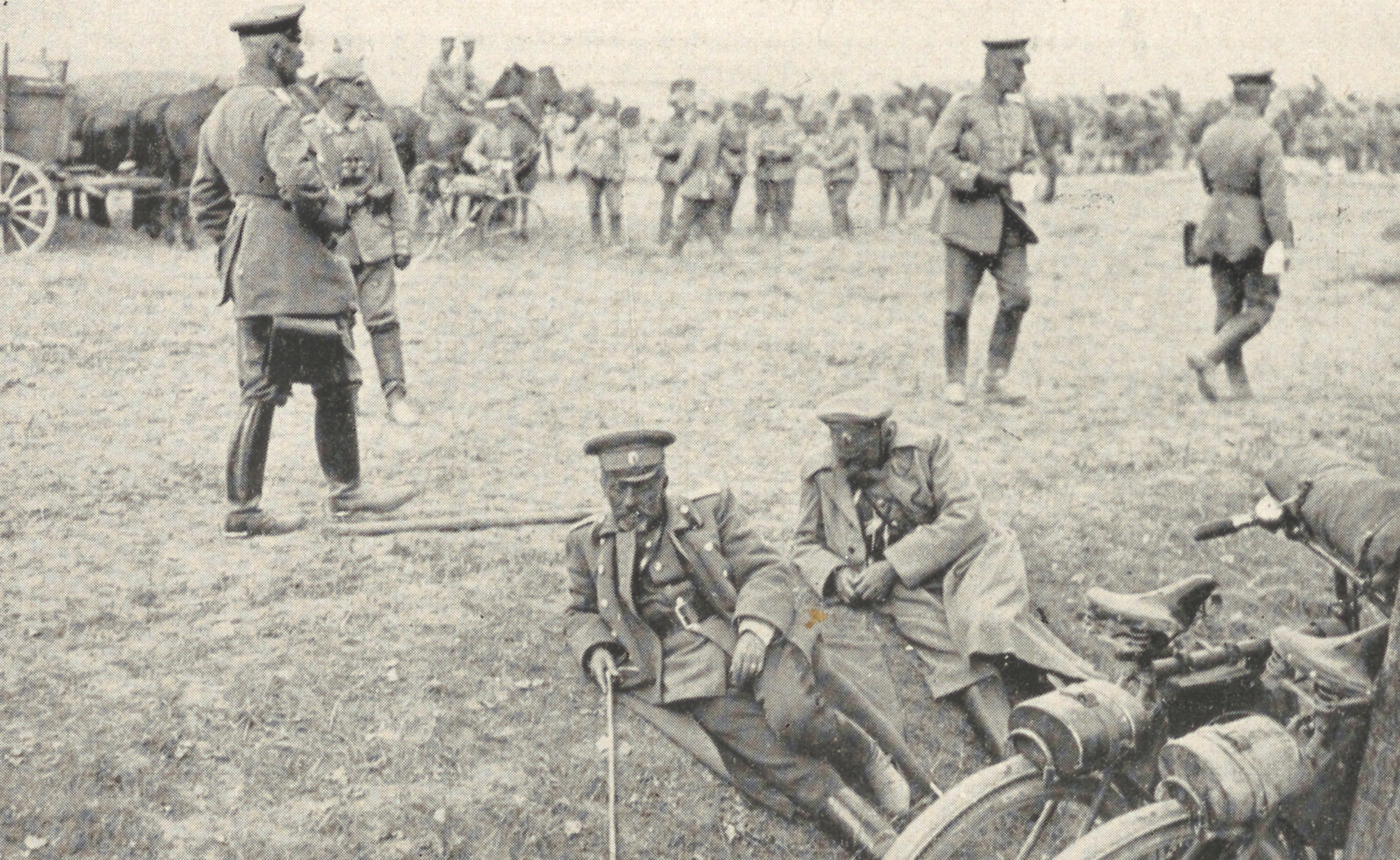
Gen. Martos, dowódca XV Korpusu, wzięty do niewoli w bitwie pod Tannenbergiem

Klęska rosyjska była zupełna. Niemcy wzięli do niewoli ponad 92 000 jeńców – trzeba było aż sześćdziesięciu pociągów, aby odstawić ich na tyły. Zdobyto prawie 500 dział z 636 znajdujących się na uzbrojeniu 2 Armii. Liczbę zabitych i zaginionych żołnierzy rosyjskich szacuje się na około 30 000. Przestały istnieć korpusy XIII i XV, z których uratowało się zaledwie 50 oficerów i 2100 żołnierzy. Korpusy I i VI utraciły po dywizji każdy, a z XXIII Korpusu pozostała tylko jedna brygada. Konsekwencje klęski spadły na dowódców rosyjskich, którym udało się uniknąć niewoli. Jeszcze w trakcie trwania walk gen. Samsonow usunął ze stanowiska dowódcę I Korpusu, generała Artamonowa, który bez żadnego uzasadnienia rozpoczął odwrót 27 sierpnia i złożył fałszywe meldunki o położeniu swego korpusu. Dowódca VI Korpusu gen. Błagowieszczenski został usunięty rozkazem dowódcy Frontu Północno-Zachodniego za nieudolne prowadzenie działań 26 sierpnia. Dowódca XXIII Korpusu gen. Kondratowicz, został usunięty na mocy rozkazu Naczelnego Wodza za porzucenie wojsk w czasie bitwy. Gen. Sirellius, dowódca 3 Dywizji Piechoty Gwardii, a następnie I Korpusu, został usunięty na mocy rozkazu Naczelnego Wodza za wycofanie się z Nidzicy 31 sierpnia. Gen. Komarow, dowódca 4 Dywizji Piechoty z VI Korpusu, został usunięty na mocy tego samego rozkazu za nieudolność podczas walk 26 sierpnia.
Niewola oszczędziła niewątpliwie tego samego końca kariery dowódcom korpusów XIII i XV. Dowódca armii przynajmniej tyle miał poczucia odpowiedzialności i honoru, że straciwszy nadzieję, nie przeżył swej klęski.
Wiele było przyczyn rosyjskiej klęski. Przyczynił się do niej w głównej mierze dowódca 1 Armii gen. Rennenkampf, wykazując bezczynność po bitwie pod Gąbinem. Jego armia najpierw wypoczywała kilka dni, a potem również bardzo opieszale, działała na kierunku królewieckim, gdzie w żaden sposób nie mogła połączyć się ze znajdującą się na południe od niego armią gen. Samsonowa.
Gen. Rennekampf nie zorientował się nawet, że wojska niemieckie znajdujące się przed jego frontem oderwały się i zostały przerzucone na południe, nie wykorzystał do rozpoznania działań i zamiarów przeciwnika za pomocą licznej kawalerii, którą dysponował. Meldunki, które składał dowódcy Frontu Północno-Zachodniego, nie miały nic wspólnego z rzeczywistością i przyczyniły się do utrwalenia u gen. Samsonowa błędnego wyobrażenia o wojskach przeciwnika. Wiele błędów popełnił też Samsonow – także on nie wykorzystał licznej kawalerii do rozpoznania nieprzyjaciela, decydując się tylko na podstawie informacji z dowództwa frontu na przesunięcie swego pasa natarcia około 30 km na zachód, co praktycznie uniemożliwiało połączenie się z gen. Rennenkampfem.
W momencie gdy wiedział już, że Niemcy przystępują do ofensywy przeciwko 2 Armii, dał się wciągnąć w pułapkę, wysuwając znacznie do przodu dwa korpusy i nie wydając w porę rozkazu odwrotu. Ogromna odpowiedzialność ciąży także na dowódcach jego korpusów, znajdujących się na skrzydłach, którzy swoją nieudolnością i tchórzostwem odsłonili tyły głównych sił armii. Nic więc dziwnego, że katastrofa tannenberska wywołała w Rosji falę pogłosek o zdradzie generałów, zwłaszcza tych niemieckiego pochodzenia. Szczególną bezmyślność wykazali rosyjscy dowódcy, którzy nie szyfrowali wiadomości i rozkazów przesyłanych przez radio. Niemcy zorientowani byli dokładnie o planach i położeniu przeciwnika.

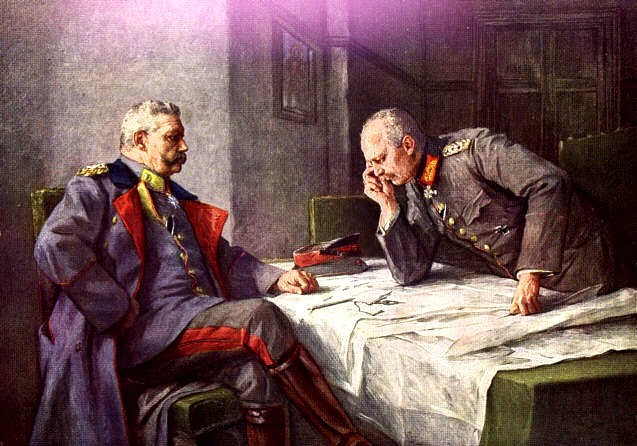
Hugo Vogel, Paul von Hindenburg i Erich Ludendorff, 1928

Laury zwycięzców przypadły gen. Ludendorffowi i gen. Hindenburgowi, jednak dla niemieckiej opinii publicznej prawdziwym zbawcą Prus Wschodnich pozostał Hindenburg, o którym oficer jego sztabu, ówczesny pułkownik Max Hoffmann, złośliwie opowiadał kilka lat po bitwie: W tym oto miejscu feldmarszałek spał przed bitwą; tu właśnie spał po bitwie; a tutaj spał podczas bitwy.
Niewątpliwie mózgiem całej operacji był gen. Ludendorff, ale i on przeżył momenty załamania, przezwyciężone dzięki spokojowi i opanowaniu feldm. von Hindenburga. 8 Armia zawdzięczała też wiele nieposłuszeństwu gen. von François, dowódcy I Korpusu. Celowo opóźnił on moment natarcia, czekając na ciężką artylerię, dzięki której zmusił do ucieczki I Korpus rosyjski, odsłaniając w ten sposób lewą flankę armii gen. Samsonowa.
Ponieważ bitwa z wojskami Jagiełły zwana jest w historiografii niemieckiej, „Bitwą pod Tannenbergiem” wykorzystano to propagandowo, przedstawiając wielkie zwycięstwo, odniesione w roku 1914, jako rewanż za 1410. Faktem jest, że to właśnie w Tannenbergu zapadły ważne postanowienia, decydujące dla rozpoczynającej się bitwy.
Bitwa pod Tannenbergiem miała jeszcze inne, poważne następstwa. Rosyjska ofensywa w Prusach Wschodnich spowodowała wcześniejsze wycofanie z frontu zachodniego dwóch niemieckich korpusów, które nie zdążyły pod Tannenberg, a zabrakło ich w momencie szczytowego niemieckiego zrywu na zachodzie – w ofensywie na Paryż. Tak oceniali te wydarzenia także i Rosjanie: Jesteśmy szczęśliwi, że mogliśmy ponieść taką ofiarę dla naszych sojuszników – odpowiedział rosyjski naczelny wódz, wielki książę Mikołaj Mikołajewicz (młodszy), francuskiemu attaché wojskowemu, składającemu kondolencje z powodu klęski.

## Upamiętnienie
W lipcu 1939 Adolf Hitler wydał zarządzenie o ustanowieniu święta armii niemieckiej dla uczczenia bitwy pod Tannenbergiem.